# Ovidiu Schumacher
Ovidiu Schumacher (n. 26 iulie 1942, Moreni, Dâmbovița, România) este un actor român de teatru și film. După ce, în România, a jucat ani de zile la Teatrul Bulandra din București, a emigrat în anii '90 în Germania. În prezent, Ovidiu Schumacher este profesor de actorie la Institutul de Artă Teatrală Athanor (Athanor Akademie) din Passau, în apropiere de München (Germania), condus de regizorul David Esrig.
Este tatăl actriței Anna Schumacher.

## Filmografie
- Prea mic pentru un război atît de mare (1970)
- Brigada Diverse intră în acțiune (1970) - Ioan Stambuliu
- Felix și Otilia (1972) - Titi Tulea
- Dincolo de nisipuri (1974) - fiul vechilului
- Filip cel bun (1975)
- Nu filmăm să ne-amuzăm (1975) - un neamț
- Orașul văzut de sus (1975)
- Cadavrul viu (TV, 1975) - Muzicantul
- Concert din muzică de Bach (film TV, 1975)
- Operațiunea Monstrul (1976) - scriitorul
- Pintea (1976) - Fejer Fekete
- Tănase Scatiu (1976) - avocat
- Tufă de Veneția (1977)
- Buzduganul cu trei peceți (1977)
- Iarba verde de acasă (1977) - profesorul de educație fizică
- Profetul, aurul și ardelenii (1978) - pianist
- Totul pentru fotbal (1978) - felcerul Jurubiță
- Vis de ianuarie (1979) - Alecu Russo
- Ora zero (1979)
- Omul care ne trebuie (1979) - profesorul de matematică
- Arta apărării individuale (1980)
- Bietul Ioanide (1980) - diplomatul de carieră Tilibiliu
- Drumul oaselor (1980) - actor
- Am o idee!... (1981) - Jurubiță
- Ștefan Luchian (1981) - Găină
- De ce trag clopotele, Mitică? (1981)
- Comoara (1983)
- Faleze de nisip (1983)
- Un petic de cer (1984)
- Mitică Popescu (1984)
- Primăvara bobocilor (1987)
- Anotimpul iubirii (1987)
- Moromeții (1987)
- Totul se plătește (1987) - actor
- Zîmbet de Soare (1988)
- Flăcări pe comori (1988)
- Fiul stelelor (1988) - voce
- Muzica e viața mea (1988)
- Secretul armei... secrete! (1989)
- Cocoșul decapitat (2008) - pr. Stamm
- La drum cu tata (2016)

- Hangița (1983) - cavalerul di Ripafratta
- Labirintul (1980)
- Speranța nu moare în zori (TV) / (1976)
- Un august în flăcări (1974)